# Финк, Брэдли
Брэдли Томас Финк (англ. Bradley Thomas Fink; родился 17 апреля 2003) — швейцарский футболист, нападающий клуба «Базель», на правах аренды выступающий за «Грассхоппер».

## Клубная карьера
Выступал за молодёжные команды швейцарских клубов «Хам» и «Люцерн». В 2019 году стал игроком футбольной академии немецкого клуба «Боруссия Дортмунд». 17 января 2022 года дебютировал в составе клуба «Боруссия Дортмунд II» (резервной команды «Боруссии») в матче Третьей лиги против «Вальдхолфа».
В августе 2022 года подписал четырёхлетний контракт со швейцарским клубом «Базель». 28 августа 2022 года дебютировал за «Базель» в матче швейцарской Суперлиги против «Цюриха», выйдя на замену Анди Зекири. 1 октября 2022 года забил свой первый гол за «Базель» в матче против «Санкт-Галлена».

## Карьера в сборной
Выступал за сборные Швейцарии до 15, до 16, до 17, до 19, до 20 лет и до 21 года.
Также может выступать за сборные Англии.